# 9638 Fuchs
A 9638 Fuchs (ideiglenes jelöléssel 1994 PO7) a Naprendszer kisbolygóövében található aszteroida. Eric Walter Elst fedezte fel 1994. augusztus 10-én.